# Ciudad Nicolás Romero
Nicolás Romero est une commune (municipalité) de l'État de Mexico. Elle est située au nord du État. Nicolás Romero est entourée au nord par les municipalités de Villa del Carbón et Tepotzotlán, au sud par les municipalités de Isidro Fabela et Atizapán de Zaragoza, à l'ouest par Jiquipilco et Temoaya et à l'est par Cuautitlán Izcalli.

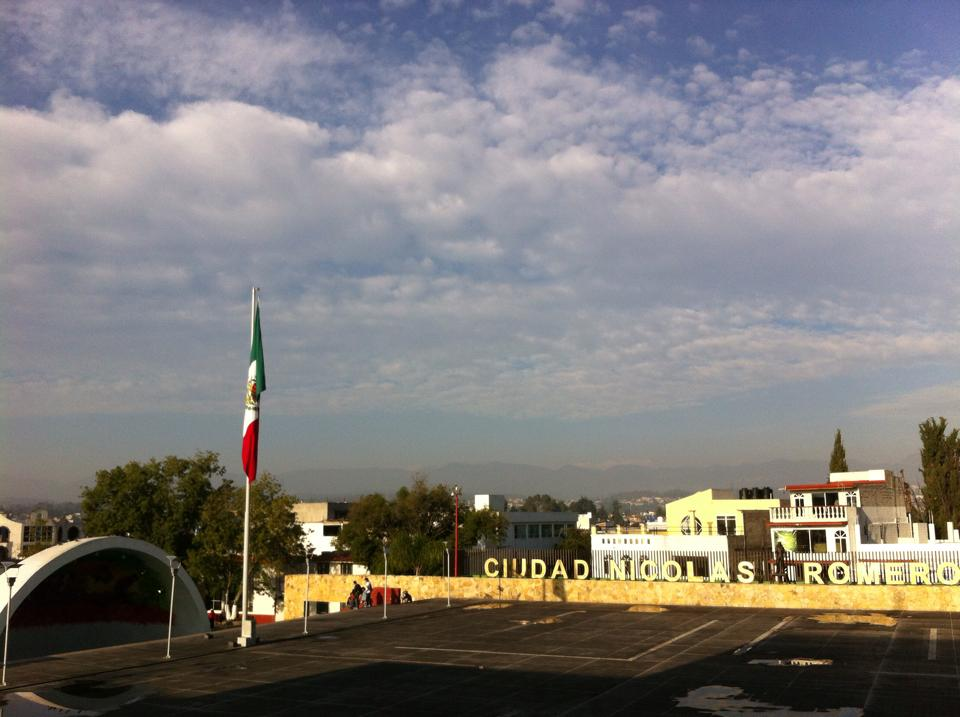
Mandat de maire.

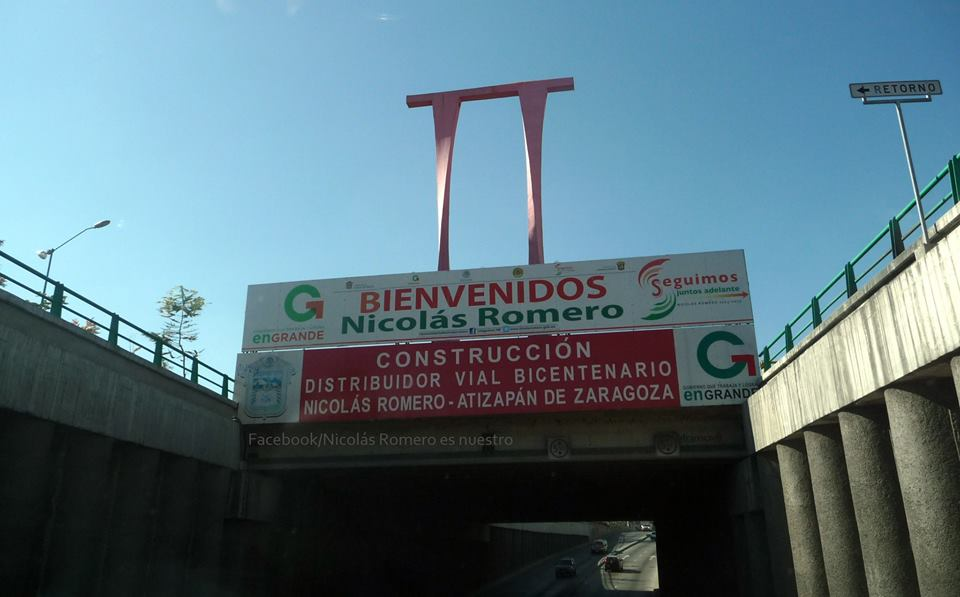
Panneau d'entrée.

## Importantes localités
Dans la municipalité existent 10 villages qui sont :
1. Cahuacán
2. Barrón
3. La Colmena
4. San Francisco Magú
5. San Ildefonso
6. San José El Vidrio
7. San Miguel Hila
8. San Pedro Azcapotzaltongo.
9. Progreso Industrial
10. Transfiguración

Aussi, il y a 77 colonies dans la municipalité. Par exemple, ce sont :
- Vicente Guerrero.
- Vista Hermosa.
- 5 de febrero.
- Manantiales.
- Hidalgo.
- Independencia.
- Juárez Centro.
- Buenavista.
- Jiménez Cantú.
- Libertad.
- Loma de la Cruz.
- Lomas del lago.
- Morelos.
- Granjas Guadalupe.
- Bosques de la Colmena.
- Ignacio Zaragoza.
- San Isidro La Paz.
- Sta. Anita la Bolsa.
- Santa Anita Centro.
- Capetillo.
- Loma del Río.
- El Tráfico.
- San Juan Tlihuaca.
- El Gavillero.

## Histoire
Dans les temps anciens, elle a été connue comme Azcapotzaltongo (terre de fourmilières). La municipalité a été fondée en 1533 par les Espagnols sous le nom de San Pedro Azcapotzaltongo. Près de la fin de l'ère coloniale, la municipalité s'est appelé Monte Bajo. Finalement, le 18 avril 1898, elle s'est appelée Nicolás Romero.

## Personnalités
- Fidel Velázquez Sánchez (1900-1997), dirigeant syndical mexicain, y est né.